# Trans-Continental Hustle
Trans-Continental Hustle è il settimo album studio della band gypsy punk Gogol Bordello, pubblicato nell'aprile 2010 dalla SideOneDummy Records.

## Tracce
Testi di Eugene Hütz. Musica di Eugene Hütz/Gogol Bordello
1. Pala Tute
2. My Companjera
3. Sun Is on My Side
4. Rebellious Love
5. Immigraniada (We Comin' Rougher)
6. When Universes Collide
7. Uma Menina
8. Raise The Knowledge
9. Last One Goes The Hope
10. To Rise Above
11. In The Meantime In Pernambuco
12. Break The Spell
13. Trans-Continental Hustle

## Formazione
- Eugene Hütz - voce e chitarra
- Sergey Ryabtsev - violino
- Yuri Lemeshev - fisarmonica, seconda voce
- Oren Kaplan - chitarra
- Thomas Gobena - basso
- Rea Mochiach - basso e percussioni
- Oliver Charles - batteria
- Pamela Jintana Racine - percussioni
- Elizabeth Sun - percussioni
- Pedro Erazo - percussioni e seconda voce